# Långtofsad monark
Långtofsad monark (Hypothymis coelestis) är en fågel i familjen monarker inom ordningen tättingar.

## Utseende och läte
Långtofsad monark är en slank, 18 cm lång flugsnapparliknande fågel. Hela fjäderdräkten är lysande himmelsblå, med violett anstrykning på kinder och strupe och mer gråblå på buken. Runt ögat syns en gulaktig ögonring. Förlängda gnistrande blå hjässfjädrar formar en tofs som vanligen ligger ner. Honan liknar hanen, men är något mattare i färgerna. Korttofsad monark och azurmonark har båda svarta teckningar i ansiktet och kortare tofs. Lätet är ett distinkt, ljust och snabbt "tee tee tee", medan varningslätet är raspigt.

## Utbredning och systematik
Fågeln förekommer i Filippinerna. Den behandlas antingen som monotypisk eller delas in i två underarter med följande utbredning:
- Hypothymis coelestis coelestis – förekommer på öarna Luzon, Samar, Dinagat, Mindanao, Basilan och Tawitawi
- Hypothymis coelestis rabori – förekommer på öarna Sibuyan och Negros

## Status och hot
Långtofsad monark har en liten världspopulation bestående av uppskattningsvis endast 1 000–2 500 vuxna individer. Den tros också minska i antal till följd av habitatförlust. Den är därför upptagen på internationella naturvårdsunionen IUCN:s röda lista över hotade arter, kategoriserad som sårbar (VU).